# الكاتب السوفييتي (دار نشر)
الكاتب السوفييتي (بالروسية: Советский писатель) هي دار نشر روسية مقرها موسكو، اختصاصها الكتب والأعمال الجديدة للكُتاب السوفييت. أُنشأت عام 1934. في عام 1992، تحولت إلى مؤسسة تجارية.